# 拉斯拉哈斯教堂
拉斯拉哈斯教堂（西班牙語：Santuario de Las Lajas）是哥伦比亚纳里尼奥省伊皮亚莱斯的教堂，建造于哥伦比亚南部瓜伊塔拉河的河谷中，距离厄瓜多尔10千米。该教堂建造于1916至1949年之间，建筑风格为哥德复兴式。

## 图集

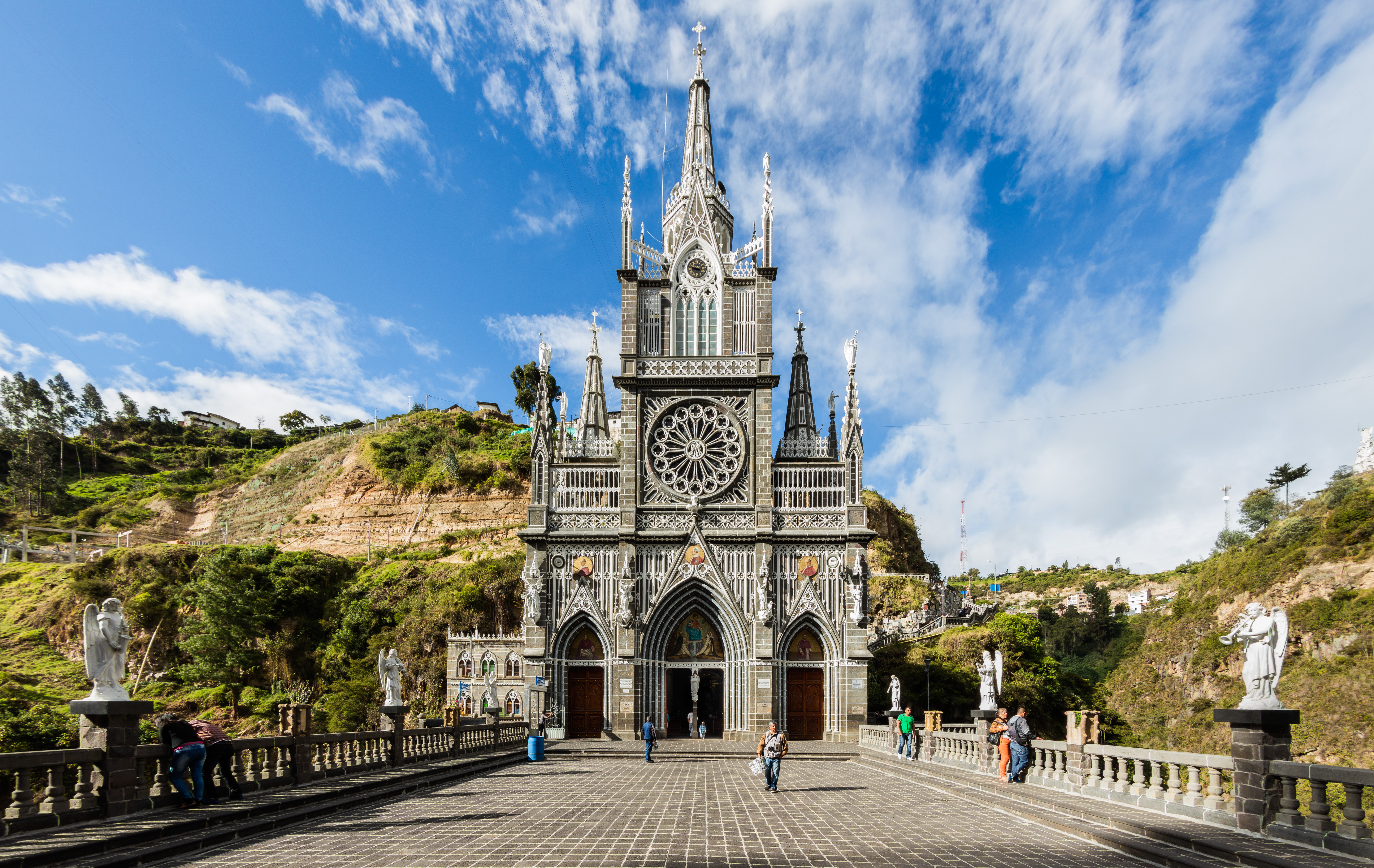
教堂正立面
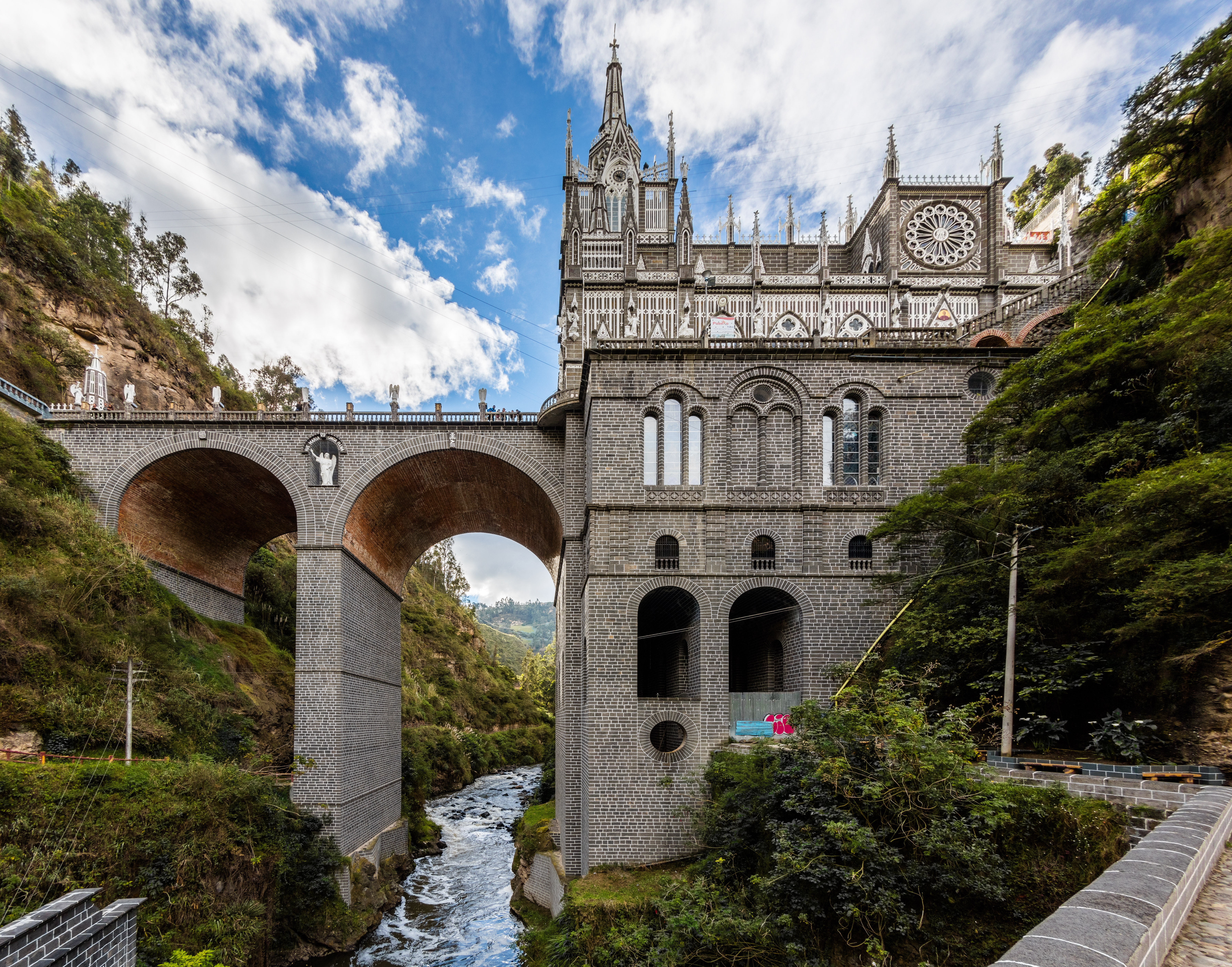
教堂仰角视图
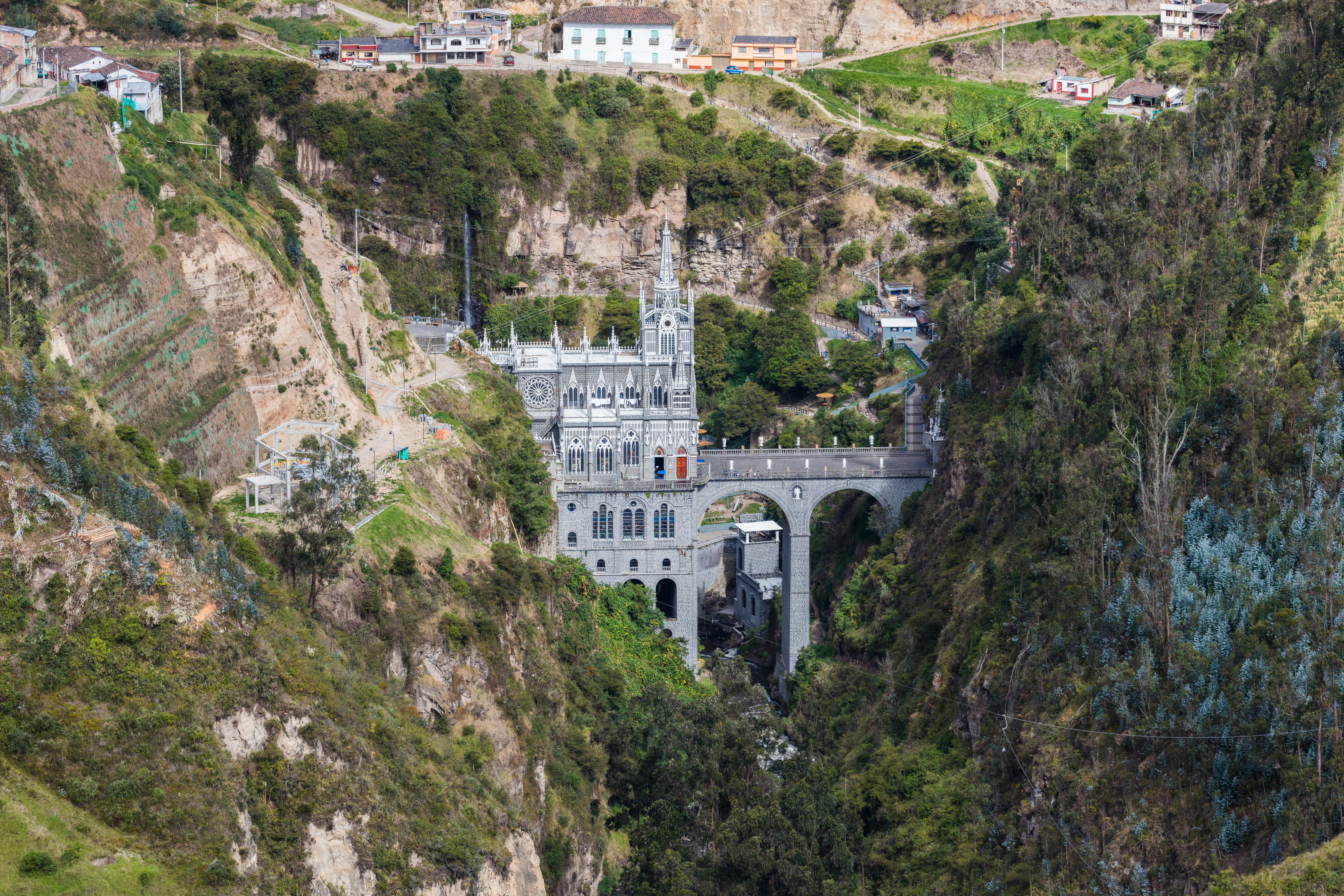
教堂俯瞰图
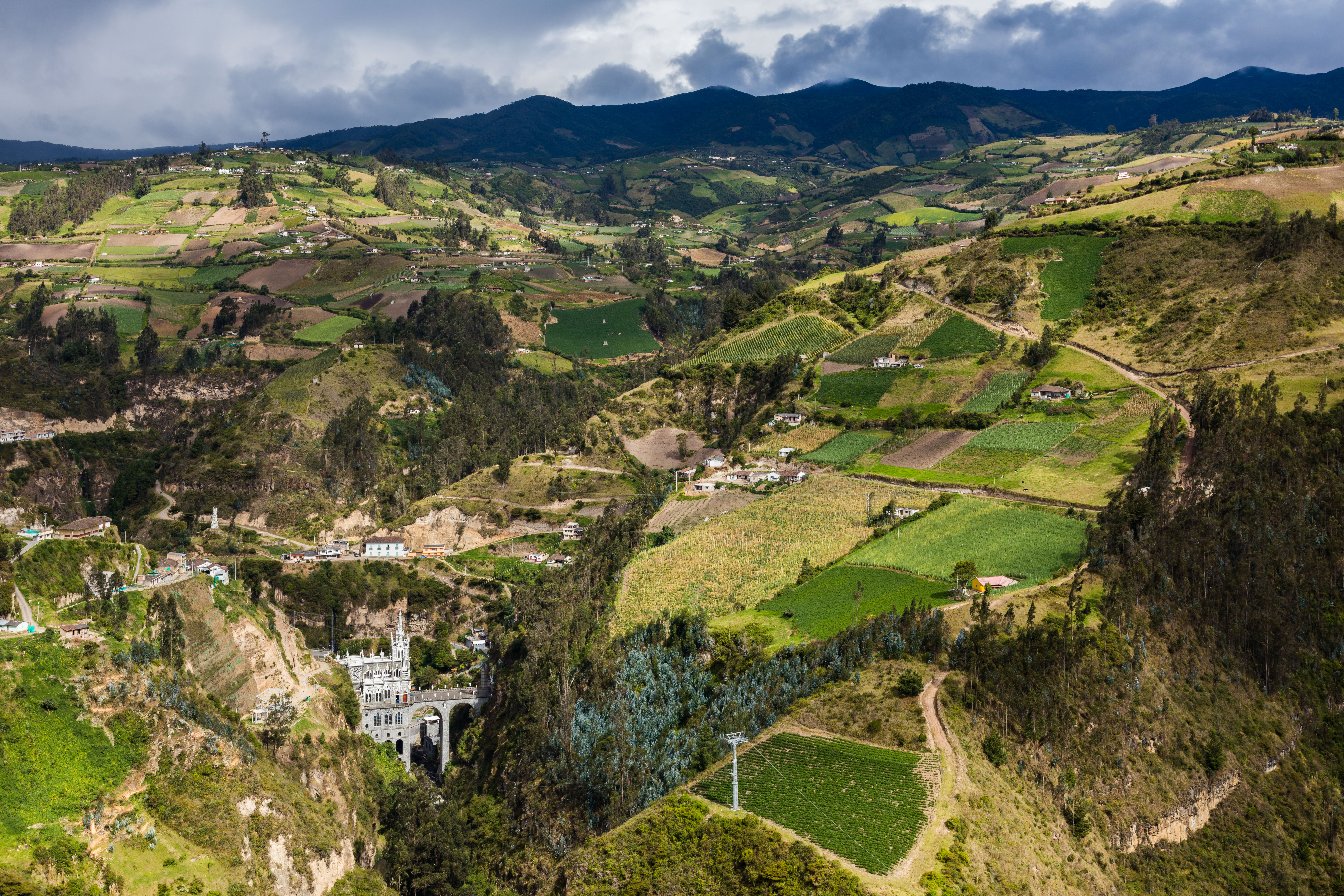
教堂附近地貌全景图
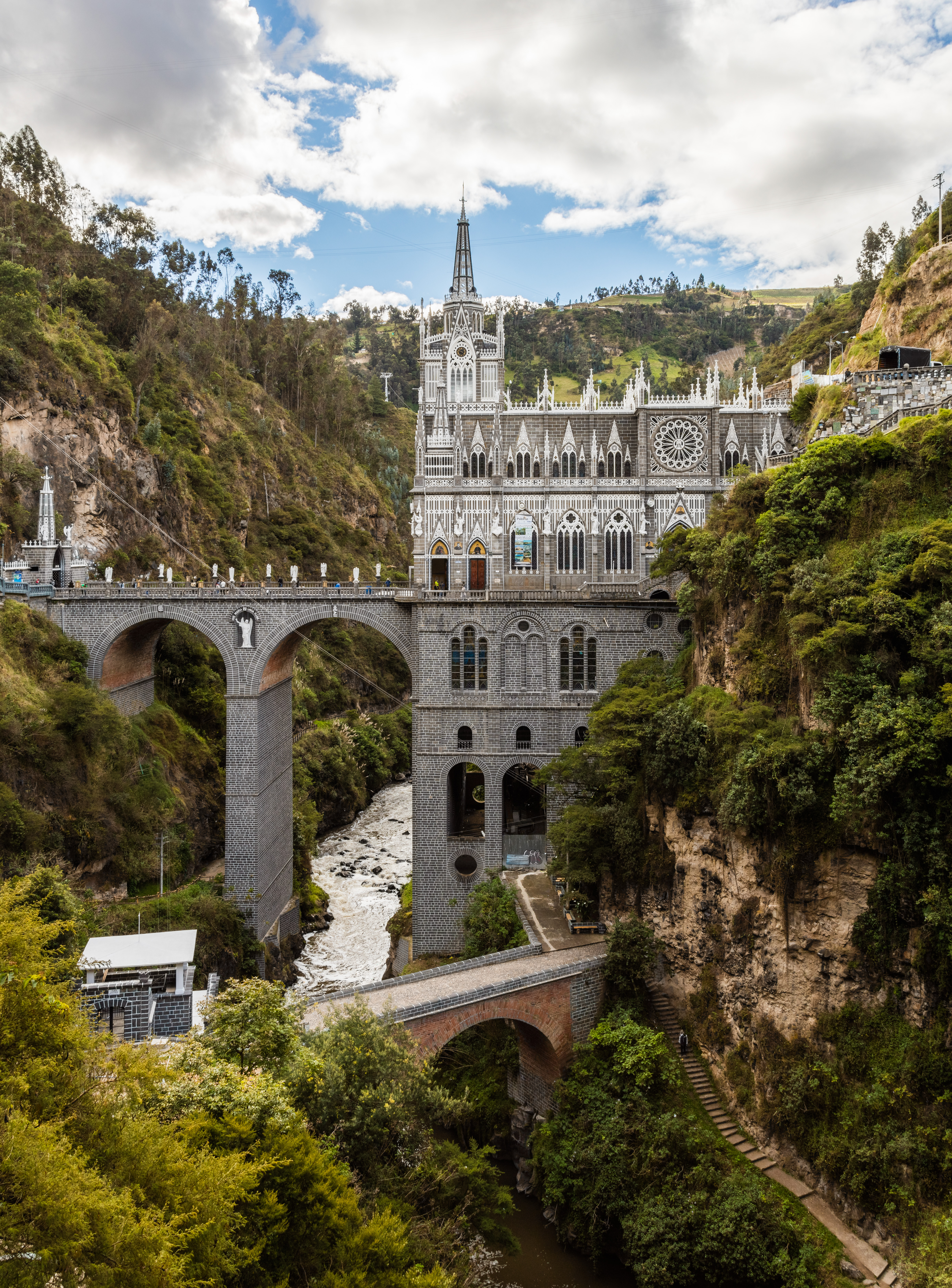
教堂侧立面
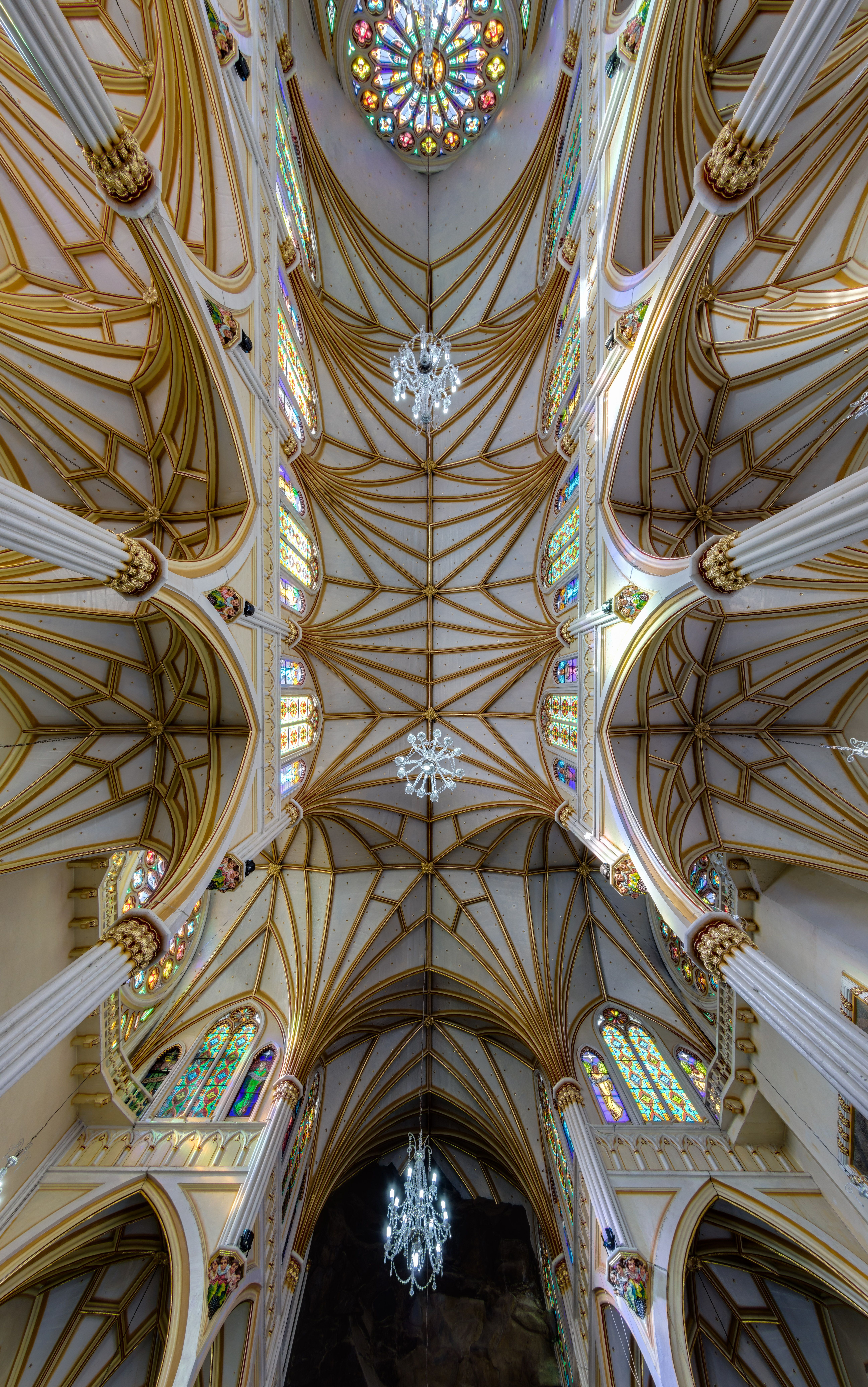
教堂华丽的中殿穹顶
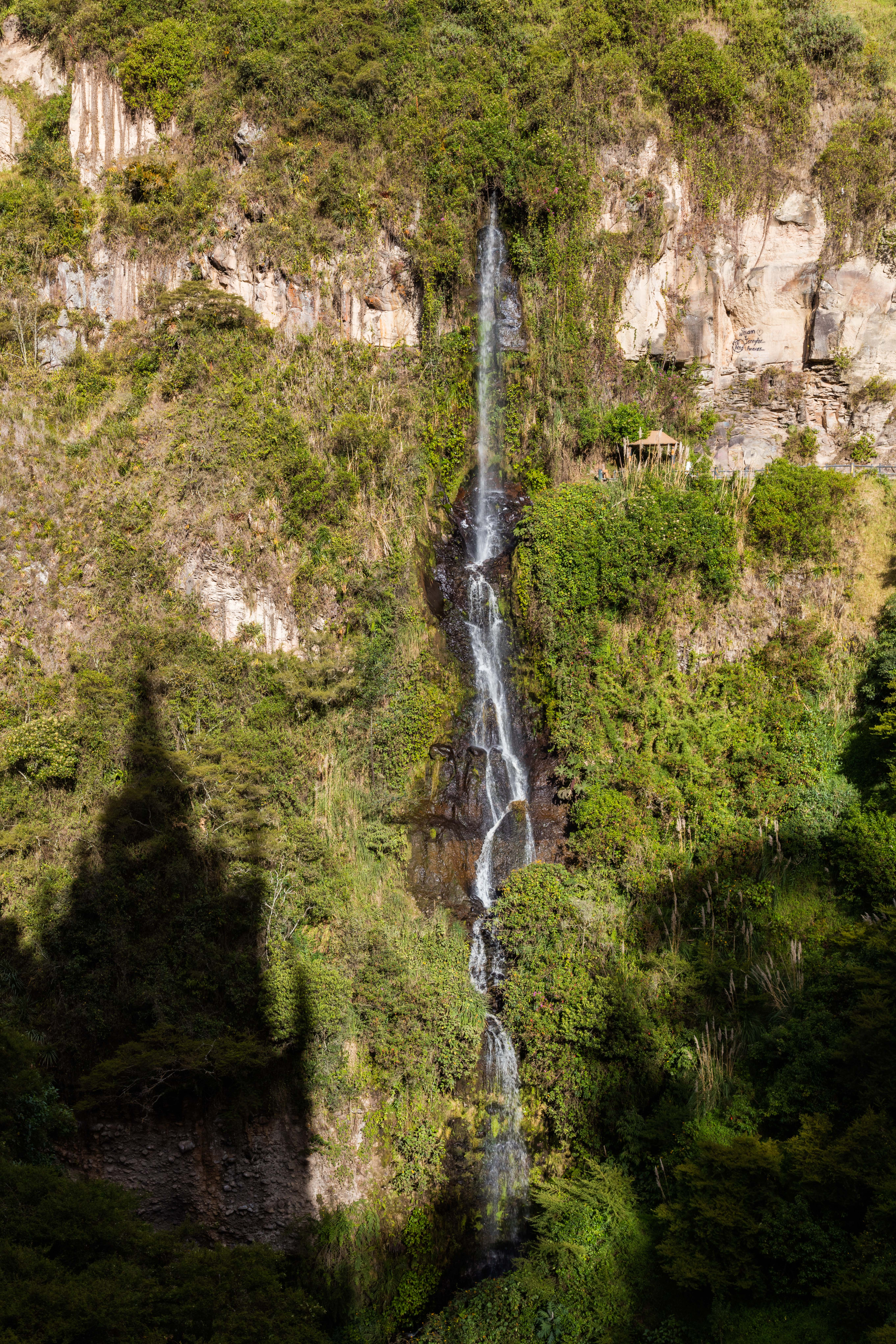
教堂附近崖壁上的瀑布